# فرودگاه ایگناسی یان پادرفسکی بیدگوشچ
فرودگاه ایگناسی یان پادرفسکی بیدگوشچ (به انگلیسی: Bydgoszcz Ignacy Jan Paderewski Airport) (به زبان بومی: Port lotniczy im. Ignacego Jana Paderewskiego Bydgoszcz-Szwederowo) یک فرودگاه همگانی، نظامی با کد یاتا BZG است که یک باند فرود بتن و آسفالت دارد و طول باند آن ۲۵۰۰ متر است. این فرودگاه در شهر بیدگوشچ کشور لهستان قرار دارد و در ارتفاع ۷۲ متری از سطح دریا واقع شده‌است.